# Elektrotonus
Der Elektrotonus (von elektro- für „elektrisch“ und griechisch tonos „Spannung“) oder das elektrotonische Potential ist ein Potenzialverlauf, der durch den Stromfluss bei der intrazellulären Reizung einer Zelle mit einem gleichbleibenden Strom ausgelöst wird.
Die dadurch hervorgerufene Depolarisation der Zellmembran bewirkt eine Abnahme des Ruhemembranpotentials der Zelle. Diese anfänglich starke Abnahme geschieht mit zunehmender Zeit langsamer, bis ein Wert erreicht wird, an dem keine Entladung der Membran mehr erfolgt.
Der Verlauf und die Größe des Elektrotonus sind von der Ionenkonzentration und Gestalt der Zelle abhängig.
Im Jahr 1860 hatte Eduard Pflüger seine tierelektrische Studien zum Elektrotonus begonnen.